# Orhan
Orhan ist ein türkischer männlicher Vorname mit der Bedeutung „Der Stadtverwalter“ bzw. „Der Stadtrichter“, der vereinzelt auch als Familienname vorkommt. Eine seltenere Variante des Namens ist Orkan.

## Namensträger

### Vorname
- Orhan I. (1281–1359), zweiter osmanischer Sultan
- Orhan Ademi (* 1991), nordmazedonisch-schweizerischer Fußballspieler
- Orhan Ak (* 1979), türkischer Fußballspieler
- Orhan Akkurt (* 1985), deutscher Fußballspieler
- Orhan Aldıkaçtı (1924–2006), türkischer Staatsrechtler
- Orhan Altay (* 1978), türkischer Fußballspieler
- Orhan Baltacı (* 1974), türkischer Popsänger, bekannt als Doğuş
- Orhan Bingöl (* 1946), türkischer Klassischer Archäologe
- Orhan Çıkırıkçı (* 1967), türkischer Fußballspieler und -trainer
- Orhan Delibaş (* 1971), niederländischer Boxer türkischer Herkunft
- Orhan Doğan (1955–2007), kurdisch-türkischer Politiker
- Orhan Geidarowitsch Dschemal (1966–2018), russischer Journalist
- Orhan Erdemir (* 1963), türkischer Fußballschiedsrichter und -funktionär
- Orhan Eren (1922–2017), türkischer Politiker
- Orhan Evci (* 1991), türkischer Fußballspieler
- Orhan Gencebay (* 1944), türkischer Musiker
- Rifat Orhan Göksu (1901–1988), türkischer Jurist
- Orhan Gülle (* 1992), türkischer Fußballspieler
- Orhan Güner (* 1954), türkischer Schauspieler
- Orhan Veli Kanık (1914–1950), türkischer Dichter
- Orhan Kaynak (* 1970), türkischer Fußballnationalspieler
- Orhan Kemal (1914–1970), türkischer Schriftsteller
- Orhan Kiliç (* 1974), türkischer Schauspieler
- Orhan Kural (1950–2020), türkischer Mineraloge und Autor
- Orhan Miroğlu (* 1953), türkischer Politiker und Schriftsteller
- Orhan Mustafi (* 1990), nordmazedonisch-schweizerischer Fußballspieler
- Orhan Müstak (* 1984), deutscher Schauspieler kurdischer Herkunft
- Orhan Okan (* 1969), deutscher Schauspieler
- Orhan Ölmez (* 1978), türkischer Popsänger und -komponist
- Orhan Onar (1923–2009), türkischer Jurist
- Orhan Onuk (* 1984), türkischer Fußballspieler
- Orhan Ovacıklı (* 1988), türkischer Fußballspieler
- Orhan Özkara (* 1979), türkischer Fußballspieler
- Orhan Pamuk (* 1952), türkischer Schriftsteller, Literaturnobelpreisträger 2006
- Orhan Talat Salçıoğlu (1960–1993), türkischer Dichter
- Orhan Şam (* 1986), türkischer Fußballspieler
- Orhan Şerit (* 1962), türkischer Fußballtrainer
- Orhan Taşdelen (* 1987), türkischer Fußballspieler
- Orhan Temur (* 1960), türkischer Sänger, Musiker und Komponist
- Orhan Terzi (* 1964), türkischer DJ und Musikproduzent, bekannt als DJ Quicksilver
- Orhan Tuş (* 1931), türkischer Boxer
- Cavit Orhan Tütengil (1921–1979), türkischer Soziologe
- Orhan Yılmazkaya (1970–2009), türkischer Journalist, Autor und politischer Aktivist

### Familienname
- Çekdar Orhan (* 1998), deutsch-türkischer Fußballspieler
- Mahmut Orhan (* 1993), türkischer DJ und Musikproduzent
- Oğuzhan Orhan (* 1998), türkischer Fußballspieler

### Künstlername
- Amigo Orhan (* 1936/1938), Einpeitscher im türkischen Fußball

### Vorname „Orkan“
- Orkan Balkan (* 1987), türkischer Fußballspieler
- Orkan Çınar (* 1996), türkisch-deutscher Fußballspieler
- Orkan Okan, deutscher Bildungsforscher und Hochschullehrer